# Passo Corese
Passo Corese è una frazione di 6 480 abitanti del comune di Fara in Sabina in provincia di Rieti. È di gran lunga la località più popolosa del territorio comunale.

## Geografia fisica
Passo Corese si trova geograficamente nella valle del Tevere. È bagnato dalle acque del Fosso di Corese, un torrente che subito dopo l'abitato confluisce nel Tevere.

## Origini del nome
Il toponimo Passo di Corese esisteva già prima dell'urbanizzazione della zona e indicava il punto in cui la vecchia via Salaria passava con un ponte il torrente di Corese; la parola "passo" va quindi intesa nell'accezione di "attraversamento di un corso d'acqua" e non in quella di passo montano. Il termine Corese (adottato dapprima per il torrente e successivamente per il centro abitato) è la volgarizzazione del latino Curensis, aggettivo relativo all'antica città di Cures sabini, i cui resti archeologici sono tuttora visibili nei pressi della località Arci.

## Storia

### Dalla preistoria all'età antica
L'area era caratterizzata da un guado del Tevere in direzione Fiano Romano-area archeologica arcaica di Civitucola-Capena, utilizzato per le transumanze fino in epoca contemporanea. Il guado è connesso con i resti della viabilità arcaica correlata al centro arcaico di Cures Sabini. Si trova sull'argine del Tevere alla fine di una via sterrata che si diverticola come via Ferrovia dalla via Ternana.
Nelle vicinanze della Frazione di Passo Corese in località Arci, sorgeva l'antica città di Cures Sabini, importante centro arcaico tiberino posto sull'asse di un grande tratturo preistorico utilizzato per le transumanze, in epoca romana punto di passaggio della strada consolare via Salaria, città che fu assoggettata ai Romani nel II secolo a.C. e divenne municipium in epoca augustea.
Nel IV secolo, nei suoi pressi, subì il martirio Sant'Antimo presbitero. Alla fine dell'età classica Cures scomparve e a ricordarne il nome rimase solo il corso d'acqua che la lambiva, il fosso di Cures o Curensis, poi volgarizzato in fosso di Corese; il punto in cui la Via Salaria attraversava il fosso prese quindi il nome di passo di Corese.

### Il castello di Corese e l'osteria del Passo di Corese
Nel Medioevo la pianura del Tevere divenne un luogo paludoso e insalubre e rimase in tali condizioni fino all'Ottocento; questa situazione, insieme alla generale tendenza all'incastellamento, fece sì che i principali centri abitati si sviluppassero lontano dal passo di Corese, privilegiando i luoghi rialzati.
Sulle rovine dell'antica Cures, in corrispondenza di una piccola altura (ad ovest dell'attuale centro urbano), si sviluppò un modesto castello noto con il nome di Corese, che rappresentava l'unico luogo stabilmente abitato nei dintorni. Corese fu posseduto prima dagli Orsini e poi dai Barberini; nel 1834 contava una popolazione di cento abitanti e la presenza di una chiesa parrocchiale.
Ad ogni modo anche la zona del passo di Corese (a fondovalle) mantenne una discreta importanza, in quanto nodo di scambio tra i trasporti fluviali (fiume Tevere) e quelli terrestri (Via Salaria). Per tale ragione, nel medioevo il "passo di Corese" divenne una stazione di posta e nei pressi del ponte sorse un'osteria, dove i viaggiatori potevano mangiare, riposarsi e cambiare i cavalli. Per molti secoli il passo di Corese non fu un vero e proprio centro abitato ma un semplice luogo di transito, costituito dalla sola osteria.

### Epoca contemporanea
L'attuale centro abitato di Passo Corese ha origini molto recenti, è conseguente al pendolarismo lavorativo come appendice di Roma.
È solo nella seconda metà dell'Ottocento che, in corrispondenza del passo di Corese, si iniziò a formare un vero e proprio centro abitato. Questo cambiamento si deve, ancora una volta, al suo ruolo di importante snodo per le comunicazioni e i trasporti: nel 1865, infatti, venne inaugurata la ferrovia Roma-Ancona, che collegava Roma alle città del nord e servì la zona con la stazione del Passo di Corese, poi rinominata in "Fara Sabina-Montelibretti"; in tal modo, la località divenne uno snodo non solo viario e fluviale, ma anche ferroviario.

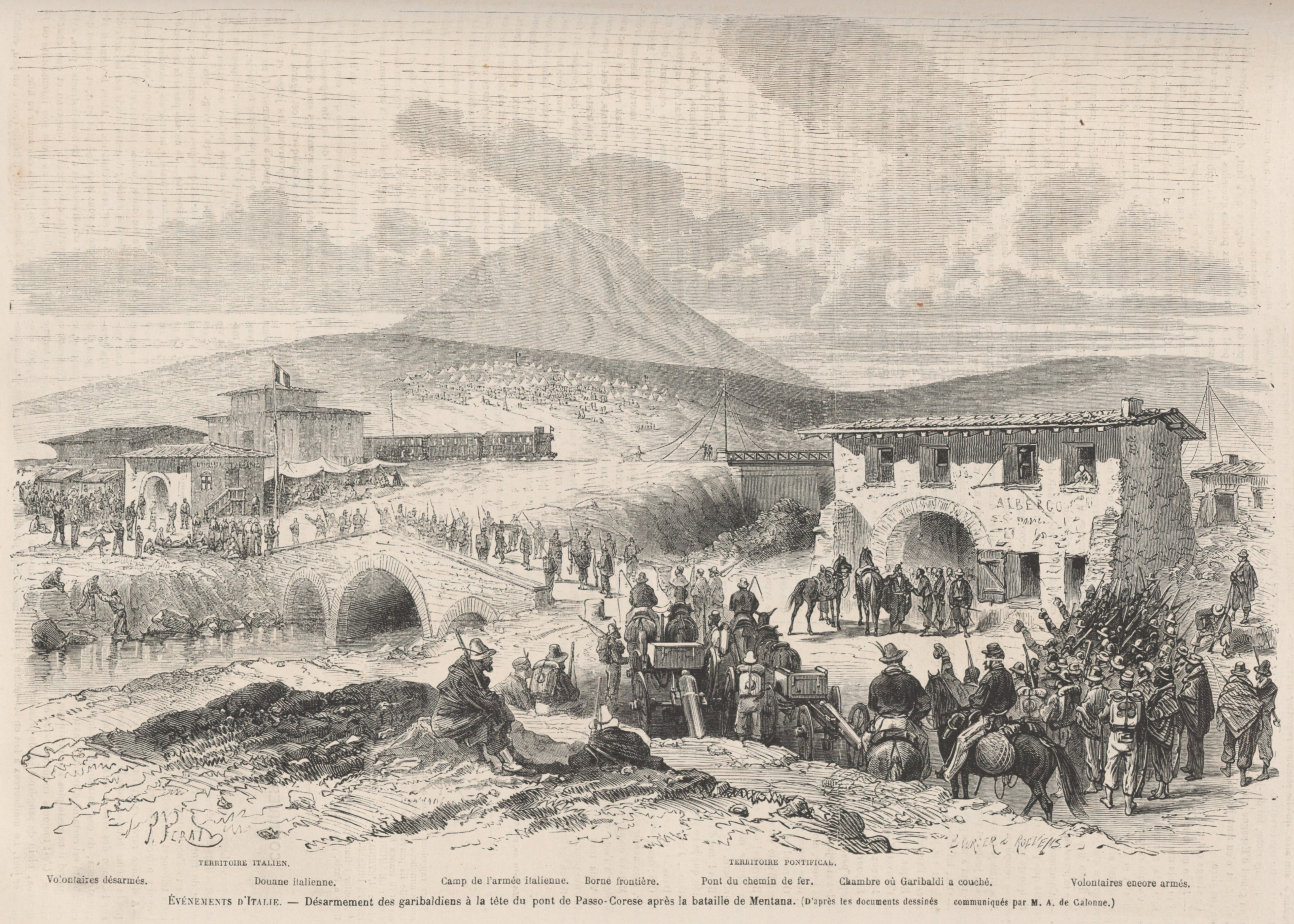
Il ponte sul fosso Corese attraversato dalle truppe di Garibaldi di ritorno dalla battaglia di Mentana, dirette alla stazione di Passo Corese (visibile a sinistra)

La presenza della ferrovia e il fatto che proprio il ponte sul fosso Corese segnasse il confine tra regno d'Italia e Stato Pontificio, fecero sì che nel 1867 la zona fosse coinvolta negli eventi della campagna dell'Agro romano per la liberazione di Roma: fu proprio nella stazione ferroviaria coresina che Giuseppe Garibaldi sciolse i suoi volontari dopo la sconfitta di Mentana, e da lì partirono i fratelli Cairoli con i loro compagni per raggiungere Roma.
Attorno alla stazione, in breve tempo, si svilupparono i primi edifici del nuovo centro abitato. Nello stesso periodo, inoltre, venne realizzata nei suoi pressi una struttura militare di grandi dimensioni: la Regia Scuola Militare di Equitazione. Al nuovo abitato venne inizialmente dato il nome di "Fara Sabina Scalo", ma in breve tempo si decise di cambiarlo in "Passo Corese", a ricordo del ponte sul fosso Corese che diede il primo toponimo alla zona.
Durante la seconda guerra mondiale, Passo Corese fu sede di un campo dove erano detenuti prigionieri di guerra Alleati, il campo numero 54. Nel dopoguerra, il centro abitato conobbe una vertiginosa crescita urbanistica e demografica. Nel 1960, durante le Olimpiadi di Roma, Passo Corese fu sede delle gare del pentathlon moderno.
Negli anni duemila Passo Corese è divenuta la località più popolosa del comune di Fara Sabina. Nella frazione sono sorti un polo didattico, sede di diversi istituti superiori, e soprattutto un grande polo industriale-logistico nel quale si è insediata la multinazionale Amazon, provocando dei gravi danni al territorio e alla viabilità antica che collegava il centro arcaico di Cures Sabini sui terrazzi fluviali del Tevere ad un antico guado preistorico del Tevere.

## Monumenti e luoghi d'interesse
- Chiesa di Santa Croce costruita nel secondo dopoguerra, nella parte nuova del paese, in sostituzione della vecchia costruita dai Torlonia in via Ternana e distrutta dai bombardamenti del 1943-1944; nella piazza dinnanzi è collocato il monumento ai caduti.
- Monumento a Garibaldi: ricorda la presenza dell'eroe nazionale nel paese, che dopo la sconfitta di Mentana, sciolse i suoi volontari proprio a Passo Corese. Il monumento riproduce una lapide in memoria dettata da Giovanni Bovio.
- Una lapide ricorda il luogo da dove i pavesi fratelli Cairoli ed i loro settantasei compagni si imbarcarono nella notte del 23 ottobre 1867 per poter raggiungere Roma navigando sul Tevere, con lo scopo di portare aiuti alla giunta rivoluzionaria romana.

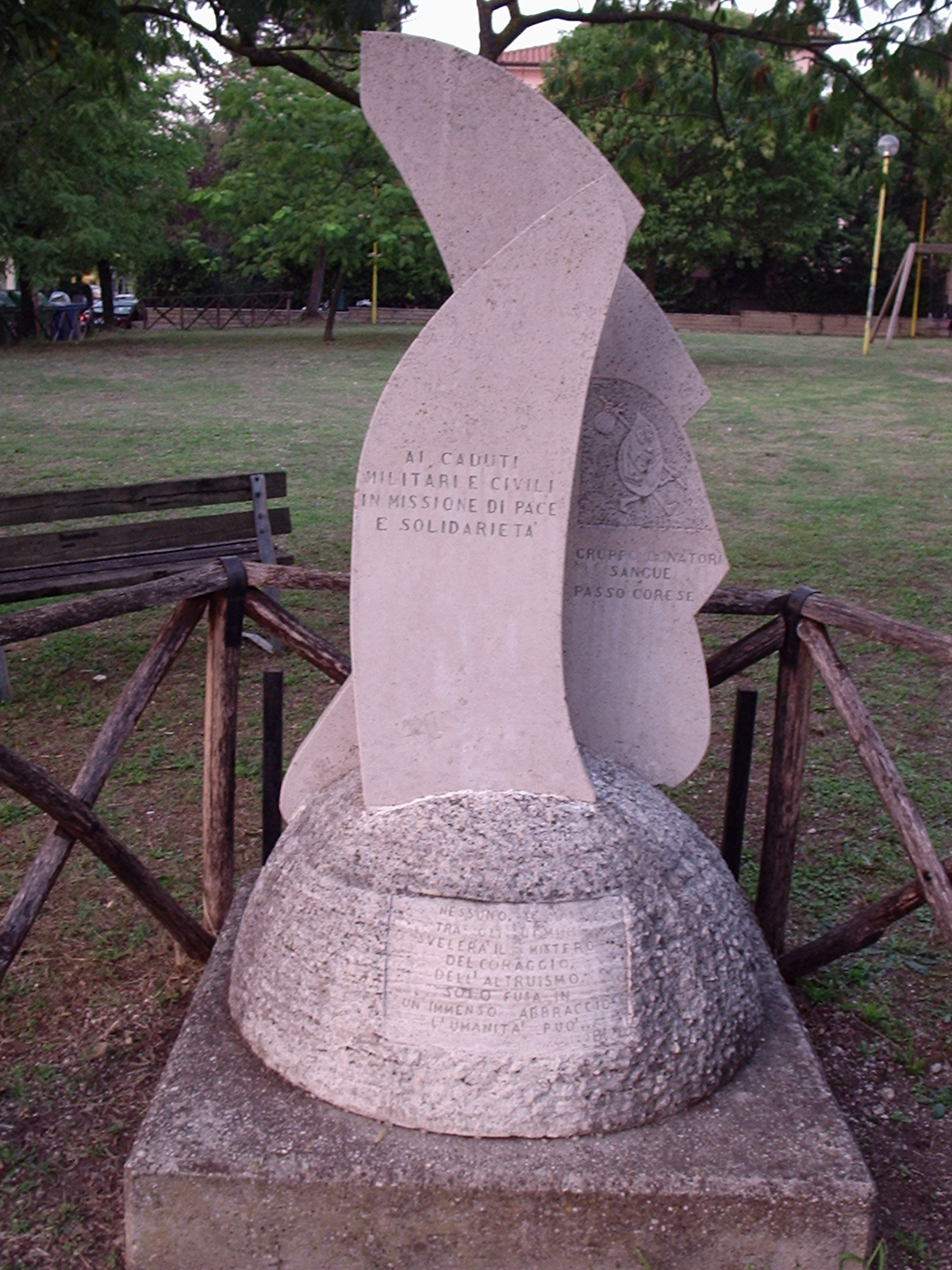
Monumento ai caduti
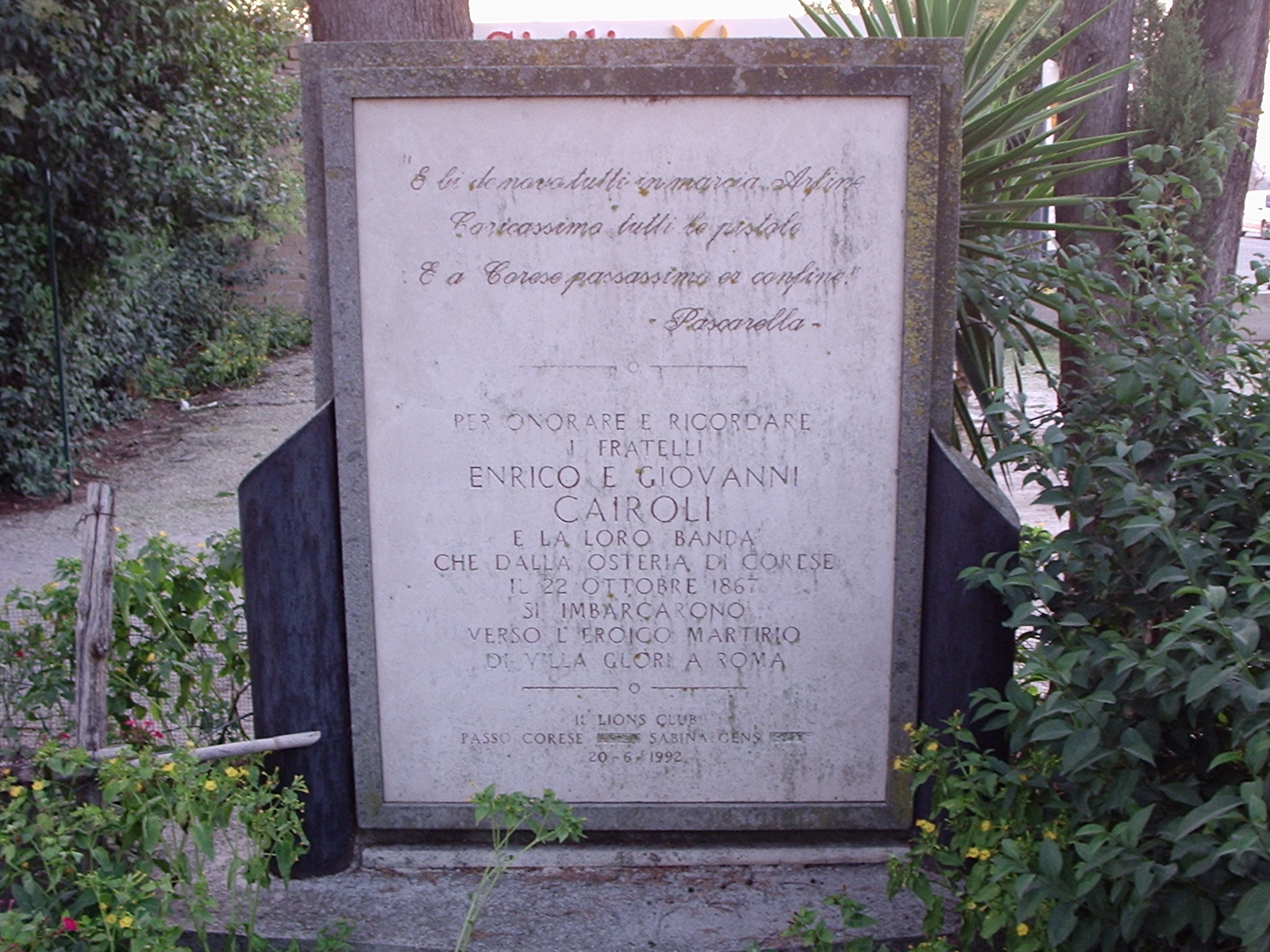
Monumento ai fratelli Cairoli
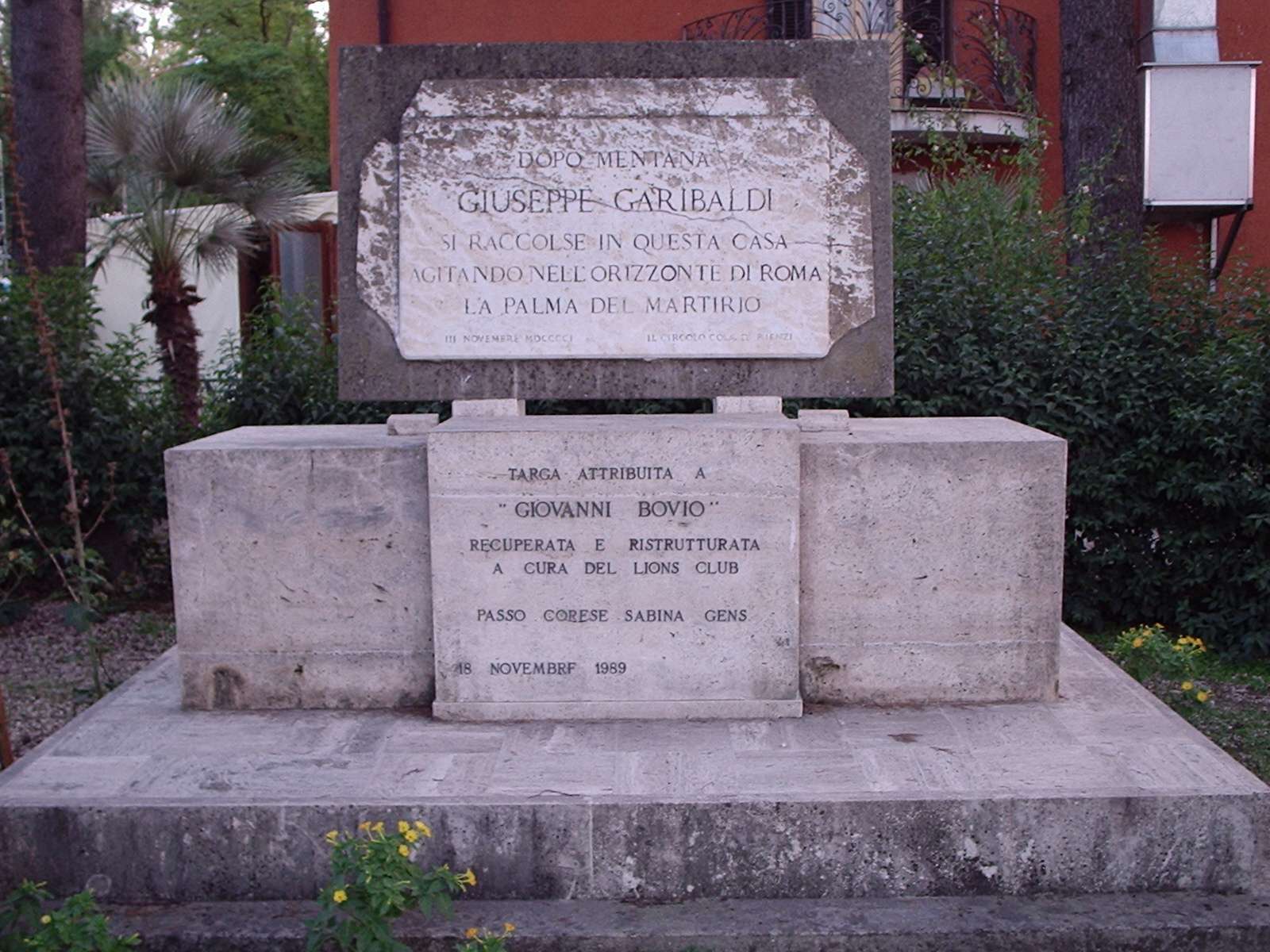
Targa dedicata a Giuseppe Garibaldi

## Economia

### Il polo della logistica
Nel 2006 in sede di Conferenza dei servizi è stato approvato un importante progetto per la realizzazione di un'area industriale e logistica da parte della Regione Lazio che coinvolge circa 200 hm² di suolo e costituirebbe un riferimento per l'intera area di Roma Nord. L'opera porterebbe secondo gli amministratori un notevole sviluppo commerciale per la cittadina l'intera provincia di Rieti, e favorirebbe la realizzazione di infrastrutture viarie lungamente attese dall'intera provincia, quale il collegamento ferroviario diretto con Rieti (linea Roma-Passo Corese-Rieti).
Secondo numerosi gruppi ambientalisti l'opera rischia di relegare la frazione al ruolo di periferia romana, essendo l'area destinata alla realizzazione del Polo della Logistica maggiore di quella dello stesso agglomerato urbano.
Infine numerosi studi hanno rivelato la ricchezza di reperti archeologici presente nell'intera area, trovandosi nei pressi dell'antica Cures; la costruzione del Polo della Logistica in un tale contesto rischia di precludere uno sviluppo di tipo turistico e culturale, caratterizzando l'intera area quale zona a servizi e logistica.
A luglio del 2016 Amazon ha annunciato la decisione di realizzare il suo secondo centro distribuzione italiano nel polo logistico di Passo Corese, scartando l'ipotesi di costruirlo a Frosinone, secondo un progetto depositato a marzo dal suo braccio operativo Vailog che prevede la costruzione di un capannone con superficie di 61 000 m² e la creazione di 1200 posti di lavoro (2000-3000 posti tenendo conto dell'indotto previsto).

## Infrastrutture e trasporti

### Ferrovie

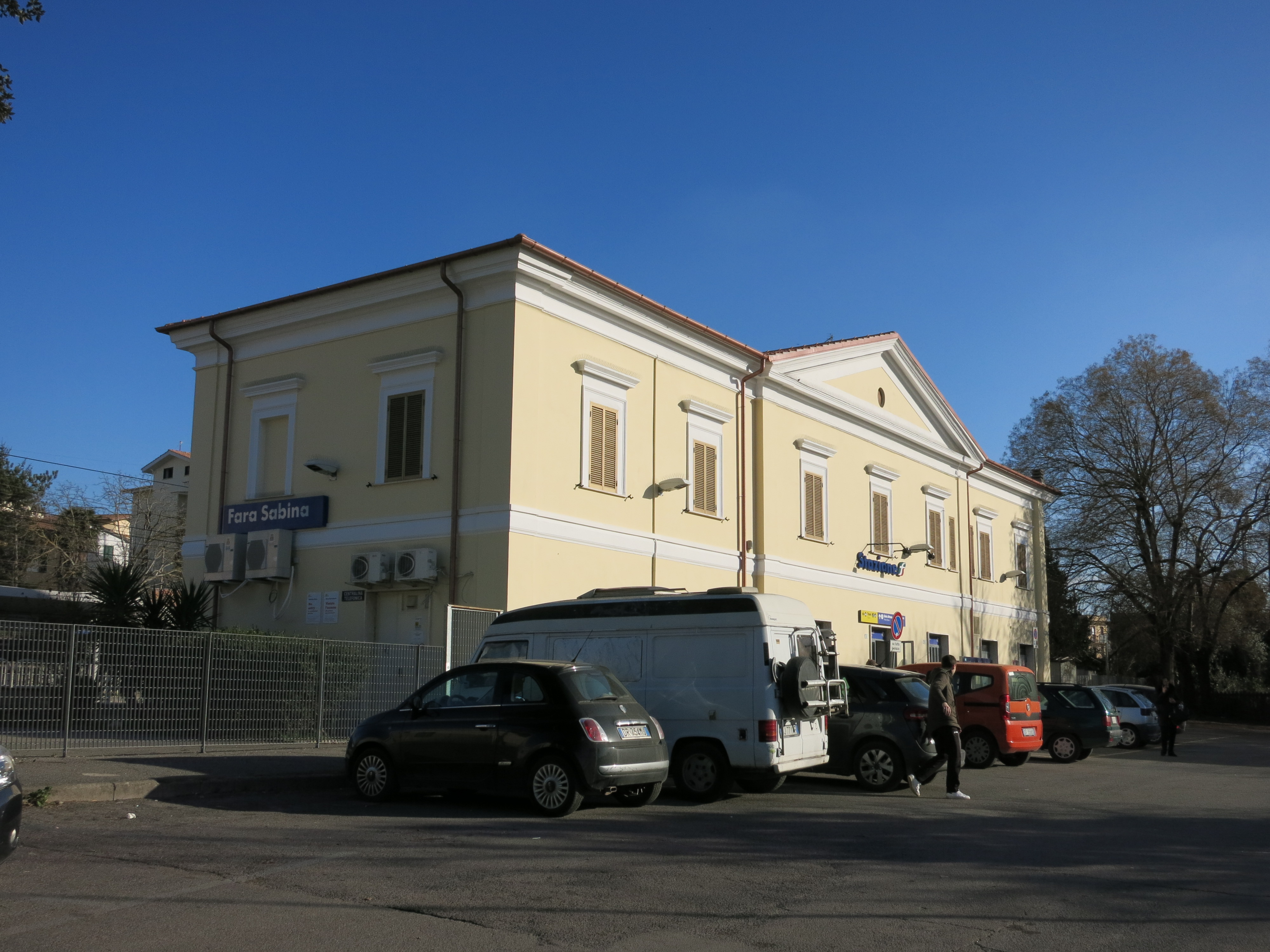
La stazione ferroviaria

A Passo Corese si trova la stazione di Fara Sabina-Montelibretti, posta sulla ferrovia Roma-Orte (linea lenta), su cui opera il servizio metropolitano Orte-Fiumicino aeroporto FL1, con treni ogni 15 minuti per Roma Tiburtina e l'aeroporto di Fiumicino e ogni mezz'ora per Poggio Mirteto scalo.
La stazione è il principale nodo di accesso via treno alla capitale non solo per il comune di Fara Sabina, ma per tutta la parte della Sabina che si trova a monte della ferrovia, compreso il capoluogo di provincia Rieti (ragion per cui è stata più volte ipotizzata una ferrovia Passo Corese-Rieti); vi transitano ogni anno circa un milione e trecentomila passeggeri.

### Strade

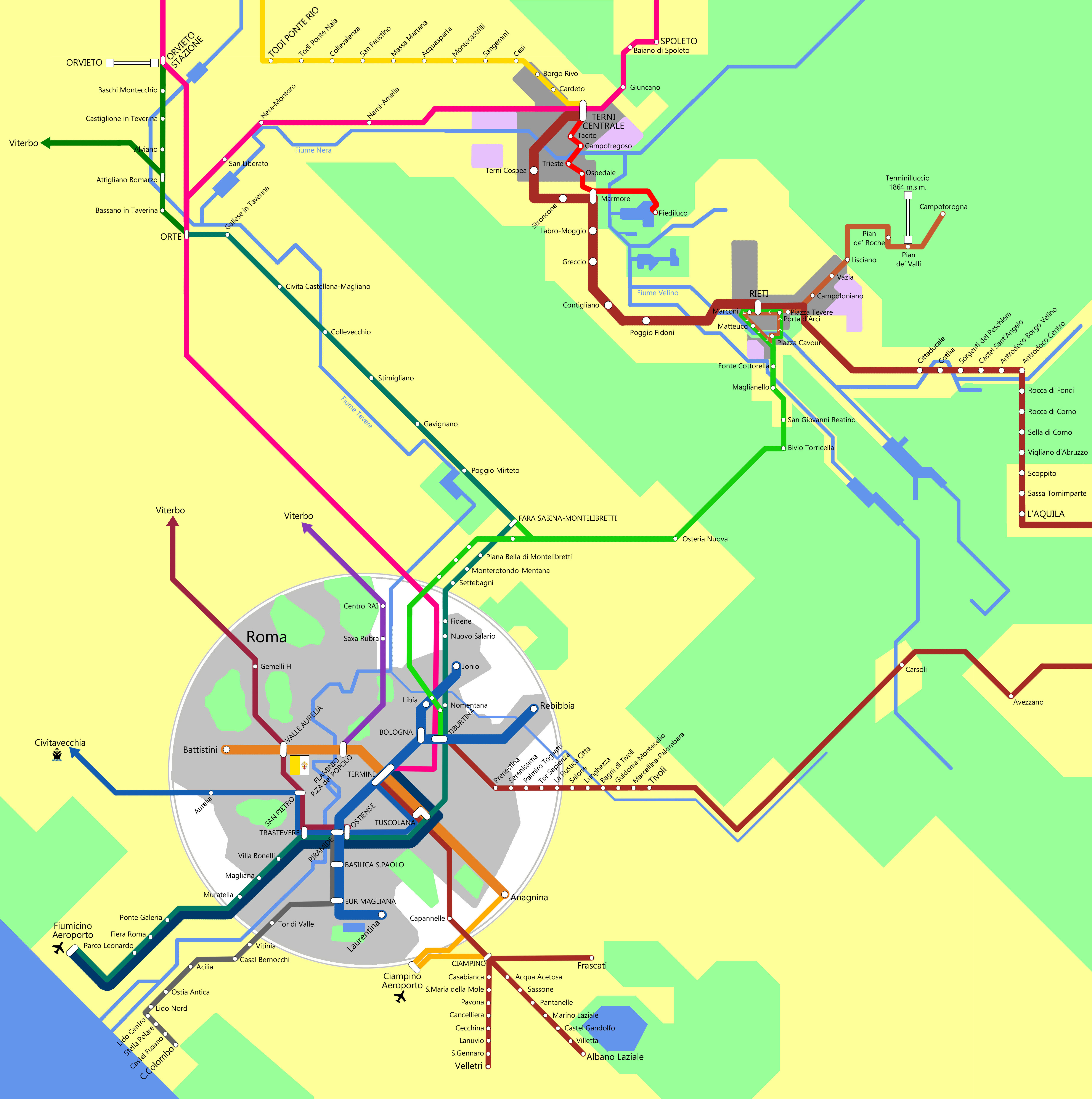
Rete dei trasporti pubblici del settore nord-est dell'area metropolitana di Roma

Passo Corese è anche un importante snodo stradale in quanto è attraversata dalla strada statale 4 Via Salaria, collegamento tra mar Tirreno ed Adriatico che, nonostante sia per quasi tutta la sua lunghezza ad una sola corsia per senso di marcia, è il principale collegamento con la Capitale per i capoluoghi Rieti e Ascoli Piceno. Il raddoppio a quattro corsie del tratto da Passo Corese a Rieti era previsto dalla legge obiettivo.
A Passo Corese inoltre ha inizio la SS4 Dir, una bretella a quattro corsie che si stacca dalla Salaria e la collega al casello di Fiano Romano dell'autostrada A1 Diramazione Nord, che insieme al tratto della Salaria a quattro corsie Settebagni-Castel Giubileo consente un collegamento autostradale diretto con la Tangenziale Est di Roma.
Inoltre a Passo Corese si stacca dalla Salaria anche la strada regionale 313 ternana che si dirige verso nord, conduce fino a Terni.

## Sport

### Atletica leggera
- Faratletica.

### Calcio
- A.S.D. Passo Corese (colori sociali celeste, bianco e nero).[14]

### Calcio a 5
- U.S. Cures Calcio a 5. Nel suo palmares vanta il titolo di Coppa Italia Regionale, conquistato nel 2022.[15]